# Nederland op het wereldkampioenschap voetbal 2010
Nederland was een van de deelnemende landen aan het wereldkampioenschap voetbal 2010 in Zuid-Afrika. Het was de negende deelname van het land. Bij de vorige editie in 2006 strandde het Nederlands elftal in de achtste finale. 
Nederland reikte tot de finale van het WK 2010. Deze werd met 1-0 verloren van Spanje.

## Kwalificatie
Als lid van de UEFA speelde Nederland zijn wedstrijden in de laatste van de negen kwalificatiegroepen. Ieder land ontmoette elkaar in zowel een thuis- als een uitwedstrijd, de groepsindeling werd bepaald aan de hand van resultaten in het verleden en een daaraan gekoppelde loting. De groepswinnaar kwalificeerde zich direct terwijl de acht beste nummers 2 play-offduels tegen elkaar speelden. Nederland kwalificeerde zich, als eerste Europese land, relatief eenvoudig door als eerste in groep 9 te eindigen. Vooraf werd poule negen als een gemakkelijke poule beschouwd en Nederland kwalificeerde zich zonder puntenverlies voor het wereldkampioenschap. De nummer twee (Noorwegen) was de slechtste nummer twee van alle negen poules en had daardoor geen kans meer zich te kwalificeren voor het wereldkampioenschap.

### Wedstrijden
|                         |            |         |                                |                                                                                |
| 10 september 2008 20:30 | Macedonië  | 1 – 2   | Nederland                      | Philip II Arena, Skopje Toeschouwers: 11.000 Scheidsrechter: Grzegorz Gilewski |
| 10 september 2008 20:30 | Pandev 77' | Verslag | 46' Heitinga 60' van der Vaart | Philip II Arena, Skopje Toeschouwers: 11.000 Scheidsrechter: Grzegorz Gilewski |

|                       |                             |         |         |                                                                          |
| 11 oktober 2008 20:45 | Nederland                   | 2 – 0   | IJsland | De Kuip, Rotterdam Toeschouwers: 37.500 Scheidsrechter: Matteo Trefoloni |
| 11 oktober 2008 20:45 | Mathijsen 15' Huntelaar 64' | Verslag |         | De Kuip, Rotterdam Toeschouwers: 37.500 Scheidsrechter: Matteo Trefoloni |

|                       |           |         |                |                                                                          |
| 15 oktober 2008 19:00 | Noorwegen | 0 – 1   | Nederland      | Ullevaalstadion, Oslo Toeschouwers: 23.840 Scheidsrechter: Konrad Plautz |
| 15 oktober 2008 19:00 |           | Verslag | 63' van Bommel | Ullevaalstadion, Oslo Toeschouwers: 23.840 Scheidsrechter: Konrad Plautz |

|                     |                                                 |         |           |                                                                                 |
| 28 maart 2009 20:45 | Nederland                                       | 3 – 0   | Schotland | Amsterdam ArenA, Amsterdam Toeschouwers: 50.000 Scheidsrechter: Laurent Duhamel |
| 28 maart 2009 20:45 | Huntelaar 30' van Persie 45+1' Kuijt 77' (pen.) | Verslag |           | Amsterdam ArenA, Amsterdam Toeschouwers: 50.000 Scheidsrechter: Laurent Duhamel |

|                    |                                               |         |           |                                                                                 |
| 1 april 2009 20:45 | Nederland                                     | 4 – 0   | Macedonië | Amsterdam ArenA, Amsterdam Toeschouwers: 47.750 Scheidsrechter: Peter Rasmussen |
| 1 april 2009 20:45 | Kuijt 16' 41' Huntelaar 25' van der Vaart 88' | Verslag |           | Amsterdam ArenA, Amsterdam Toeschouwers: 47.750 Scheidsrechter: Peter Rasmussen |

|                   |                |         |                            |                                                                           |
| 6 juni 2009 18:45 | IJsland        | 1 – 2   | Nederland                  | Laugardalsvöllur, Reykjavik Toeschouwers: 9.635 Scheidsrechter: Mike Dean |
| 6 juni 2009 18:45 | Sigurðsson 88' | Verslag | 10' de Jong 17' van Bommel | Laugardalsvöllur, Reykjavik Toeschouwers: 9.635 Scheidsrechter: Mike Dean |

|                    |                       |         |           |                                                                        |
| 10 juni 2009 20:45 | Nederland             | 2 – 0   | Noorwegen | De Kuip, Rotterdam Toeschouwers: 45.600 Scheidsrechter: Joeri Baskakov |
| 10 juni 2009 20:45 | Ooijer 33' Robben 51' | Verslag |           | De Kuip, Rotterdam Toeschouwers: 45.600 Scheidsrechter: Joeri Baskakov |

|                        |           |         |           |                                                                            |
| 9 september 2009 19:30 | Schotland | 0 – 1   | Nederland | Hampden Park, Glasgow Toeschouwers: 51.230 Scheidsrechter: Claus Bo Larsen |
| 9 september 2009 19:30 |           | Verslag | 82' Elia  | Hampden Park, Glasgow Toeschouwers: 51.230 Scheidsrechter: Claus Bo Larsen |

### Eindstand groep 9
| Team      | Wed | W | G | V | DV | DT | +/− | Ptn |
| --------- | --- | - | - | - | -- | -- | --- | --- |
| Nederland | 8   | 8 | 0 | 0 | 17 | 2  | 15  | 24  |
| Noorwegen | 8   | 2 | 4 | 2 | 9  | 7  | 2   | 10  |
| Schotland | 8   | 3 | 1 | 4 | 6  | 11 | −5  | 10  |
| Macedonië | 8   | 2 | 1 | 5 | 5  | 11 | −6  | 7   |
| IJsland   | 8   | 1 | 2 | 5 | 7  | 13 | −6  | 5   |

### Oefeninterlands
Nederland speelde voor, tussen en na de kwalificatiewedstrijden ook nog dertien vriendschappelijke interlands.
|                        |                     |         |                |                                                                                |
| 20 augustus 2008 21:15 | Rusland             | 1 – 1   | Nederland      | Lokomotivstadion, Moskou Toeschouwers: 25.000 Scheidsrechter: Peter Fröjdfeldt |
| 20 augustus 2008 21:15 | Zyrjanov 78' (pen.) | Verslag | 24' van Persie | Lokomotivstadion, Moskou Toeschouwers: 25.000 Scheidsrechter: Peter Fröjdfeldt |

|                        |                        |         |                               |                                                                                 |
| 6 september 2008 20:45 | Nederland              | 1 – 2   | Australië                     | Philips Stadion, Eindhoven Toeschouwers: 25.000 Scheidsrechter: Martin Atkinson |
| 6 september 2008 20:45 | Klaas-Jan Huntelaar 6' | Verslag | 45' (pen.) Kewell 76' Kennedy | Philips Stadion, Eindhoven Toeschouwers: 25.000 Scheidsrechter: Martin Atkinson |

|                        |                              |         |                   |                                                                             |
| 19 november 2008 20:45 | Nederland                    | 3 – 1   | Zweden            | Amsterdam ArenA, Amsterdam Toeschouwers: 25.000 Scheidsrechter: Zsolt Szabó |
| 19 november 2008 20:45 | van Persie 32' 48' Kuijt 90' | Verslag | 49' Kim Källström | Amsterdam ArenA, Amsterdam Toeschouwers: 25.000 Scheidsrechter: Zsolt Szabó |

|                        |           |         |               |                                                                                |
| 11 februari 2009 20:15 | Tunesië   | 1 – 1   | Nederland     | Stade 7 November, Tunis Toeschouwers: 17.000 Scheidsrechter: Esam Abd El Fatah |
| 11 februari 2009 20:15 | Saihi 66' | Verslag | 61' Huntelaar | Stade 7 November, Tunis Toeschouwers: 17.000 Scheidsrechter: Esam Abd El Fatah |

|                        |                             |         |                |                                                                                |
| 12 augustus 2009 20:45 | Nederland                   | 2 – 2   | Engeland       | Amsterdam ArenA, Amsterdam Toeschouwers: 48.500 Scheidsrechter: Nicola Rizzoli |
| 12 augustus 2009 20:45 | Kuijt 10' van der Vaart 37' | Verslag | 49', 77' Defoe | Amsterdam ArenA, Amsterdam Toeschouwers: 48.500 Scheidsrechter: Nicola Rizzoli |

|                        |                                           |         |       |                                                                               |
| 5 september 2009 14:00 | Nederland                                 | 3 – 0   | Japan | De Grolsch Veste, Enschede Toeschouwers: 23.750 Scheidsrechter: Damir Skomina |
| 5 september 2009 14:00 | van Persie 69' Sneijder 73' Huntelaar 87' | Verslag |       | De Grolsch Veste, Enschede Toeschouwers: 23.750 Scheidsrechter: Damir Skomina |

|                       |           |       |           |                                                                                  |
| 10 oktober 2009 19:30 | Australië | 0 – 0 | Nederland | Sydney Football Stadium, Sydney Toeschouwers: 40.580 Scheidsrechter: Minoru Tojo |
| 10 oktober 2009 19:30 | Verslag   |       |           | Sydney Football Stadium, Sydney Toeschouwers: 40.580 Scheidsrechter: Minoru Tojo |

|                        |         |       |           |                                                                                  |
| 14 november 2009 20:50 | Italië  | 0 – 0 | Nederland | Stadio Adriatico, Pescara Toeschouwers: 14.000 Scheidsrechter: Claudio Circhetta |
| 14 november 2009 20:50 | Verslag |       |           | Stadio Adriatico, Pescara Toeschouwers: 14.000 Scheidsrechter: Claudio Circhetta |

|                        |           |       |          |                                                                                      |
| 18 november 2009 20:45 | Nederland | 0 – 0 | Paraguay | Abe Lenstra Stadion, Heerenveen Toeschouwers: 14.130 Scheidsrechter: Vladimír Hriňák |
| 18 november 2009 20:45 | Verslag   |       |          | Abe Lenstra Stadion, Heerenveen Toeschouwers: 14.130 Scheidsrechter: Vladimír Hriňák |

|              |                         |         |                  |                                                                              |
| 3 maart 2010 | Nederland               | 2 – 1   | Verenigde Staten | Amsterdam ArenA, Amsterdam Toeschouwers: 46.630 Scheidsrechter: Cüneyt Çakir |
| 3 maart 2010 | Kuijt 40' Huntelaar 70' | Verslag | 89' Bocanegra    | Amsterdam ArenA, Amsterdam Toeschouwers: 46.630 Scheidsrechter: Cüneyt Çakir |

|                   |                    |         |               |                                                                              |
| 26 mei 2010 20:00 | Nederland          | 2 – 1   | Mexico        | Badenova-Stadion, Freiburg Toeschouwers: 20.000 Scheidsrechter: Manuel Gräfe |
| 26 mei 2010 20:00 | van Persie 17' 41' | Verslag | 74' Hernández | Badenova-Stadion, Freiburg Toeschouwers: 20.000 Scheidsrechter: Manuel Gräfe |

|                   |                                                         |         |          |                                                                                      |
| 1 juni 2010 20:45 | Nederland                                               | 4 – 1   | Ghana    | Stadion Feijenoord, Rotterdam Toeschouwers: 35.000 Scheidsrechter: Svein Oddvar Moen |
| 1 juni 2010 20:45 | Kuijt 30' van der Vaart 72' Sneijder 80' van Persie 87' | Verslag | 78' Gyan | Stadion Feijenoord, Rotterdam Toeschouwers: 35.000 Scheidsrechter: Svein Oddvar Moen |

|                   |                                                                    |         |              |                                                                               |
| 5 juni 2010 14:00 | Nederland                                                          | 6 – 1   | Hongarije    | Amsterdam ArenA, Amsterdam Toeschouwers: 48.000 Scheidsrechter: Florian Meyer |
| 5 juni 2010 14:00 | van Persie 21' Sneijder 56' Robben 64' 78' van Bommel 71' Elia 74' | Verslag | 6' Dzsudzsák | Amsterdam ArenA, Amsterdam Toeschouwers: 48.000 Scheidsrechter: Florian Meyer |

## Wereldkampioenschap
Op 4 december 2009 werd de loting verricht voor de poule-indeling van de nationale elftallen. Nederland belandde in groep E samen met Japan (pot 2), Kameroen (pot 3) en Denemarken (pot 4). Nederland was als groepshoofd geplaatst: deze ploegen zaten in pot 1.
Na de tweede speelronde in de groepsfase was Oranje al zeker van plaatsing voor de achtste finale. De overwinningen op Denemarken en Japan en de resultaten van de andere wedstrijden in de groep zorgden ervoor dat Nederland zich als eerste land voor de achtste finale plaatste.

### Selectie
| Stekelenburg Van Bronckhorst Heitinga Mathijsen Van der Wiel Van Bommel De Jong Kuijt Robben Van Persie Sneijder |
| Meest gebruikte opstelling                                                                                       |

Op 27 mei 2010 maakte bondscoach Bert van Marwijk zijn WK-selectie van 23 man bekend.
| Nr.           | Naam                     | Interlands | Doelpunten | WK-Wed. | WK-Doel. | Club op moment van WK | Vorige clubs                                                     |
| ------------- | ------------------------ | ---------- | ---------- | ------- | -------- | --------------------- | ---------------------------------------------------------------- |
| Keepers       |                          |            |            |         |          |                       |                                                                  |
| 1             | Maarten Stekelenburg     | 32         | 0          | 7       | 0        | Ajax                  | Geen                                                             |
| 16            | Michel Vorm              | 4          | 0          | 0       | 0        | FC Utrecht            | FC Den Bosch                                                     |
| 22            | Sander Boschker          | 1          | 0          | 0       | 0        | FC Twente             | Ajax                                                             |
| Verdedigers   |                          |            |            |         |          |                       |                                                                  |
| 2             | Gregory van der Wiel     | 14         | 0          | 4       | 0        | Ajax                  | Geen                                                             |
| 3             | John Heitinga            | 60         | 6          | 6       | 0        | Everton               | Ajax Atlético Madrid                                             |
| 4             | Joris Mathijsen          | 61         | 3          | 5       | 0        | Hamburger SV          | Willem II AZ                                                     |
| 5             | Giovanni van Bronckhorst | 105        | 6          | 6       | 1        | Feyenoord             | RKC Waalwijk Glasgow Rangers Arsenal FC Barcelona                |
| 12            | Khalid Boulahrouz        | 31         | 0          | 2       | 0        | VfB Stuttgart         | RKC Waalwijk Hamburger SV Chelsea Sevilla                        |
| 13            | André Ooijer             | 55         | 3          | 1       | 0        | PSV                   | FC Volendam Roda JC Blackburn Rovers                             |
| 15            | Edson Braafheid          | 7          | 0          | 1       | 0        | Bayern München        | FC Utrecht FC Twente Celtic                                      |
| Middenvelders |                          |            |            |         |          |                       |                                                                  |
| 6             | Mark van Bommel          | 62         | 10         | 7       | 0        | Bayern München        | Fortuna Sittard PSV FC Barcelona                                 |
| 8             | Nigel de Jong            | 47         | 1          | 5       | 0        | Manchester City       | Ajax Hamburger SV                                                |
| 10            | Wesley Sneijder          | 67         | 19         | 6       | 5        | Internazionale        | Ajax Real Madrid                                                 |
| 14            | Demy de Zeeuw            | 27         | 0          | 2       | 0        | Ajax                  | Go Ahead Eagles AZ                                               |
| 18            | Stijn Schaars            | 12         | 0          | 0       | 0        | AZ                    | Vitesse                                                          |
| 20            | Ibrahim Afellay          | 26         | 0          | 3       | 0        | PSV                   | Geen                                                             |
| 23            | Rafael van der Vaart     | 82         | 16         | 4       | 0        | Real Madrid           | Ajax Hamburger SV                                                |
| Aanvallers    |                          |            |            |         |          |                       |                                                                  |
| 7             | Dirk Kuijt               | 69         | 16         | 6       | 1        | Liverpool             | FC Utrecht Feyenoord                                             |
| 9             | Robin van Persie         | 50         | 19         | 6       | 1        | Arsenal               | Feyenoord                                                        |
| 11            | Arjen Robben             | 51         | 15         | 4       | 2        | Bayern München        | FC Groningen PSV Chelsea Real Madrid                             |
| 17            | Eljero Elia              | 14         | 2          | 5       | 0        | Hamburger SV          | ADO Den Haag FC Twente                                           |
| 19            | Ryan Babel               | 39         | 5          | 0       | 0        | Liverpool             | Ajax                                                             |
| 21            | Klaas-Jan Huntelaar      | 36         | 16         | 4       | 1        | AC Milan              | PSV De Graafschap AGOVV Apeldoorn sc Heerenveen Ajax Real Madrid |
| Bondscoach    |                          |            |            |         |          |                       |                                                                  |
|               | Bert van Marwijk         |            |            |         |          |                       | Fortuna Sittard Feyenoord Borussia Dortmund                      |

### Staf en begeleiding
De technische staf en overige begeleiding bestond naast bondscoach Bert van Marwijk uit:
- Assistent-coaches: Frank de Boer, Phillip Cocu en Dick Voorn
- Keeperstrainer: Ruud Hesp
- Teammanager: Hans Jorritsma
- Scouting: Ronald Spelbos (hoofd), John Metgod, Arthur Numan en Hans Boersma (assistenten), Roberto Tolentino (video-analist)
- Medisch: Gertjan Goudswaard (sportarts), Ricardo De Sanders, Jörgen van Hattem en Arno Philips (fysiotherapeuten), Luc van Agt (inspanningsfysioloog), Piet Nijs, Jos Smit en Rob Koster (masseurs)
- Materiaal: Carlo de Leeuw, Arend de Kruyff en Rob Kocken (materiaalmannen)
- Pers: Kees Jansma (perschef), Martiene Bruggink en Monique Kessels (backoffice perszaken/KNVB)
- Overig: Theo Damen (veiligheid), Siepko Luttjeboer (kok)

### Eindstand poulefase

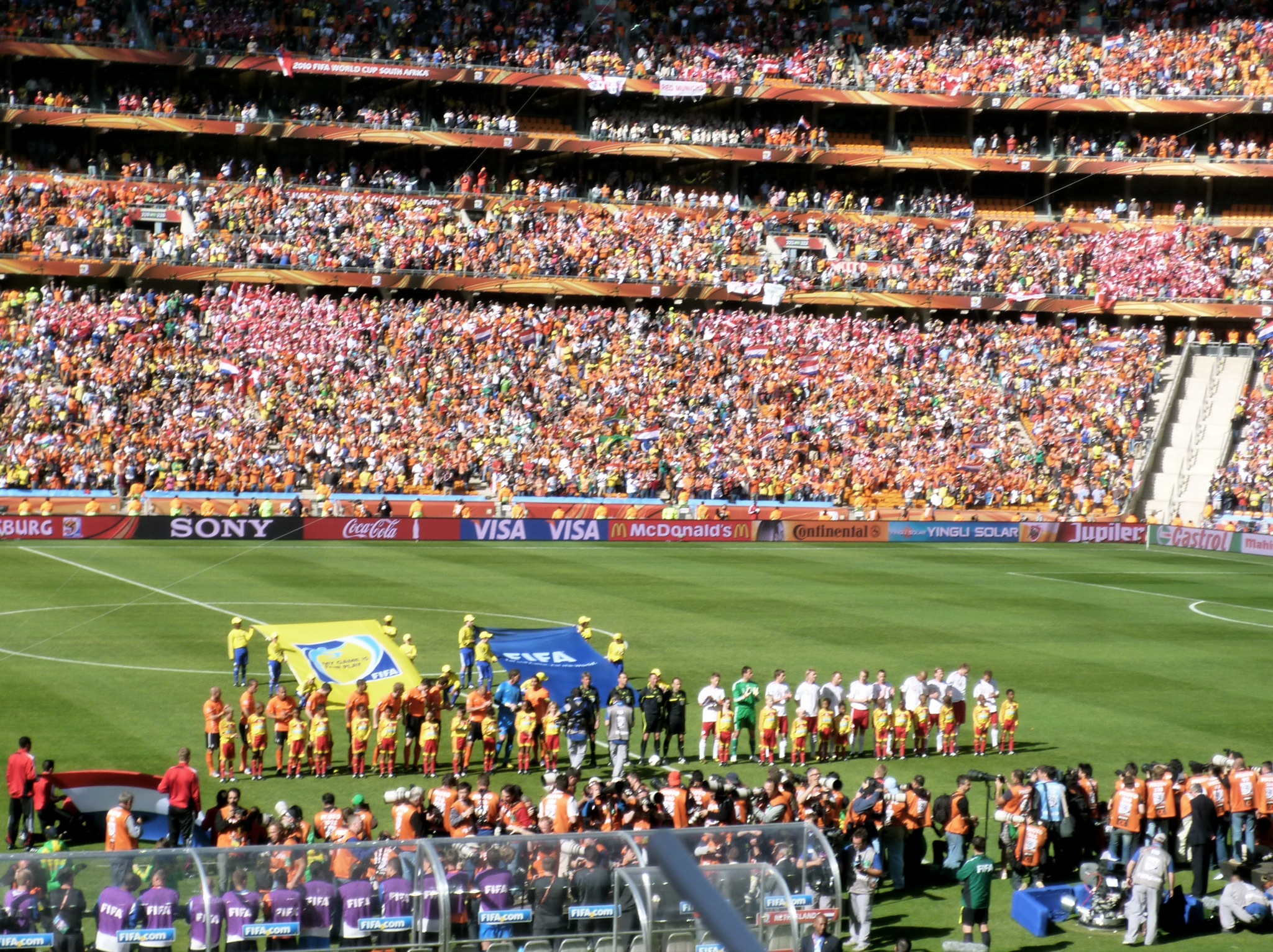
Nederland - Denemarken

| Land       | Wed | Win | Gel | Ver | DV | DT | +/− | Pnt |
| ---------- | --- | --- | --- | --- | -- | -- | --- | --- |
| Nederland  | 3   | 3   | 0   | 0   | 5  | 1  | 4   | 9   |
| Japan      | 3   | 2   | 0   | 1   | 4  | 2  | 2   | 6   |
| Denemarken | 3   | 1   | 0   | 2   | 3  | 6  | -3  | 3   |
| Kameroen   | 3   | 0   | 0   | 3   | 2  | 5  | -3  | 0   |

### Wedstrijden
|                                       |                                        |           |            |                                                                                |
| 14 juni 2010 13:30 «onderlinge duels» | Nederland                              | 2 – 0     | Denemarken | Soccer City, Johannesburg Toeschouwers: 83.465 Scheidsrechter: Stéphane Lannoy |
| 14 juni 2010 13:30 «onderlinge duels» | Daniel Agger 46' (e.d.) Dirk Kuijt 85' | (verslag) |            | Soccer City, Johannesburg Toeschouwers: 83.465 Scheidsrechter: Stéphane Lannoy |

|                                       |                     |           |       |                                                                                   |
| 19 juni 2010 13:30 «onderlinge duels» | Nederland           | 1 – 0     | Japan | Moses Mabhidastadion, Durban Toeschouwers: 62.010 Scheidsrechter: Héctor Baldassi |
| 19 juni 2010 13:30 «onderlinge duels» | Wesley Sneijder 53' | (verslag) |       | Moses Mabhidastadion, Durban Toeschouwers: 62.010 Scheidsrechter: Héctor Baldassi |

|                                       |                         |           |                                              |                                                                            |
| 24 juni 2010 20:30 «onderlinge duels» | Kameroen                | 1 – 2     | Nederland                                    | Groenpuntstadion, Kaapstad Toeschouwers: 63.093 Scheidsrechter: Pablo Pozo |
| 24 juni 2010 20:30 «onderlinge duels» | Samuel Eto'o 65' (pen.) | (verslag) | Robin van Persie 36' Klaas-Jan Huntelaar 83' | Groenpuntstadion, Kaapstad Toeschouwers: 63.093 Scheidsrechter: Pablo Pozo |

## Knock-outfase

### Achtste finale
|                                       |                                      |           |                            |                                                                                            |
| 28 juni 2010 16:00 «onderlinge duels» | Nederland                            | 2 – 1     | Slowakije                  | Moses Mabhidastadion, Durban Toeschouwers: 61.962 Scheidsrechter: Alberto Undiano Mallenco |
| 28 juni 2010 16:00 «onderlinge duels» | Arjen Robben 18' Wesley Sneijder 84' | (verslag) | 90+4' (pen.) Róbert Vittek | Moses Mabhidastadion, Durban Toeschouwers: 61.962 Scheidsrechter: Alberto Undiano Mallenco |

### Kwartfinale
|                                      |                                         |           |             |                                                                                                 |
| 2 juli 2010 16:00 «onderlinge duels» | Nederland                               | 2 – 1     | Brazilië    | Nelson Mandelabaaistadion, Port Elizabeth Toeschouwers: 40.186 Scheidsrechter: Yuichi Nishimura |
| 2 juli 2010 16:00 «onderlinge duels» | Wesley Sneijder 53' Wesley Sneijder 68' | (verslag) | 10' Robinho | Nelson Mandelabaaistadion, Port Elizabeth Toeschouwers: 40.186 Scheidsrechter: Yuichi Nishimura |

### Halve finale
|                                      |                                            |           |                                                                   |                                                                                 |
| 6 juli 2010 20:30 «onderlinge duels» | Uruguay                                    | 2 – 3     | Nederland                                                         | Groenpuntstadion, Kaapstad Toeschouwers: 62.479 Scheidsrechter: Ravshan Irmatov |
| 6 juli 2010 20:30 «onderlinge duels» | Diego Forlán 41' Maximiliano Pereira 90+2' | (verslag) | 18' Giovanni van Bronckhorst 70' Wesley Sneijder 73' Arjen Robben | Groenpuntstadion, Kaapstad Toeschouwers: 62.479 Scheidsrechter: Ravshan Irmatov |

### Finale
|                                           |           |                  |                     |                                                                            |
| 11 juli 2010 «onderlinge duels» 20:30 uur | Nederland | 0 – 1 (n.v.)     | Spanje              | Soccer City, Johannesburg Toeschouwers: 84.490 Scheidsrechter: Howard Webb |
| 11 juli 2010 «onderlinge duels» 20:30 uur |           | Wedstrijdverslag | 116' Andrés Iniesta | Soccer City, Johannesburg Toeschouwers: 84.490 Scheidsrechter: Howard Webb |

## Afbeeldingen

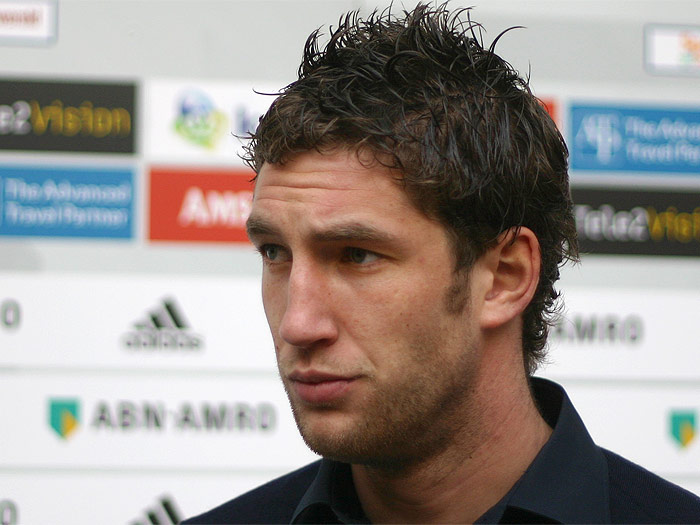
Maarten Stekelenburg (doelman)
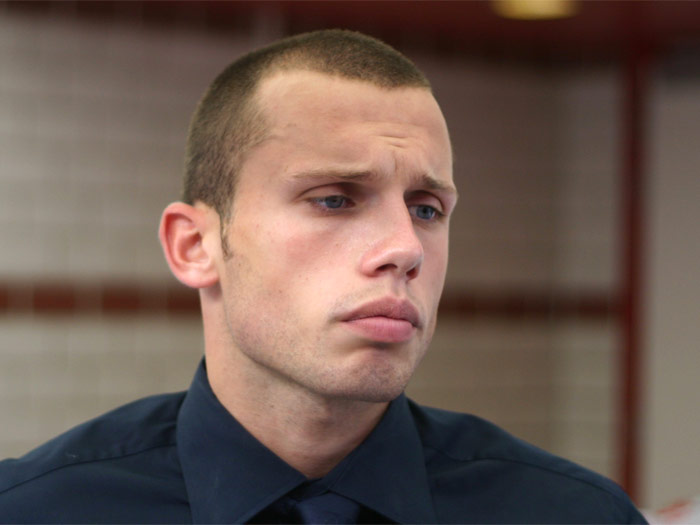
John Heitinga (verdediger)
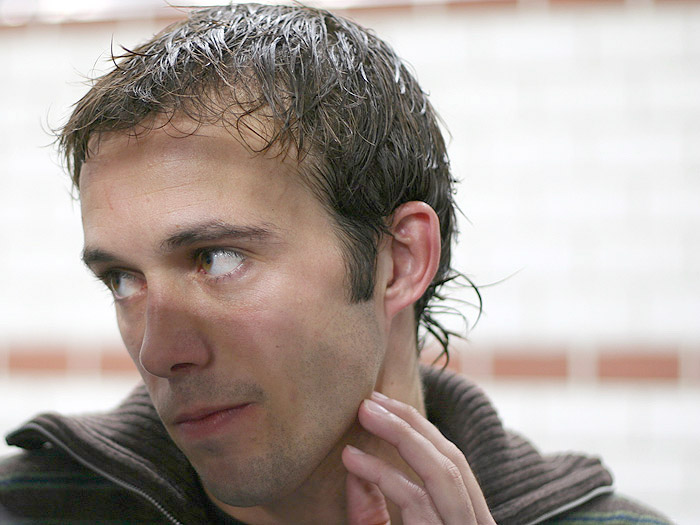
Joris Mathijsen (verdediger)
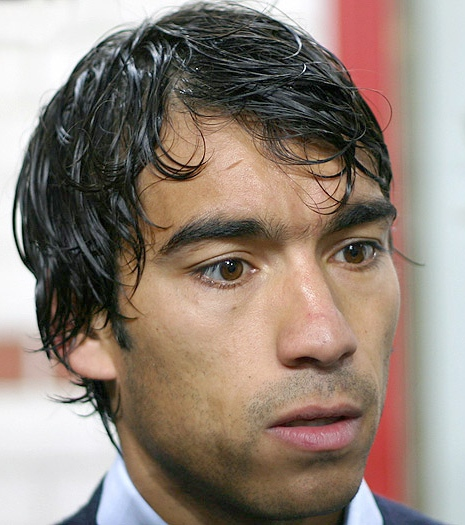
Giovanni van Bronckhorst (verdediger)
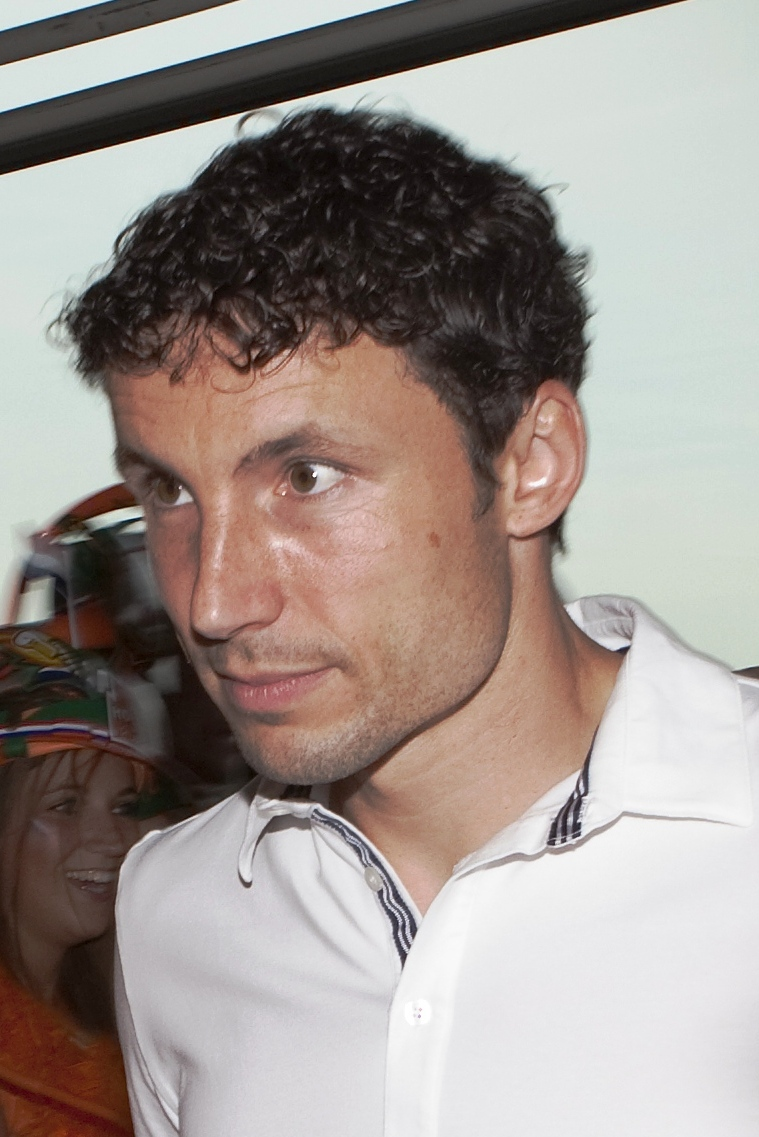
Mark van Bommel (middenvelder)
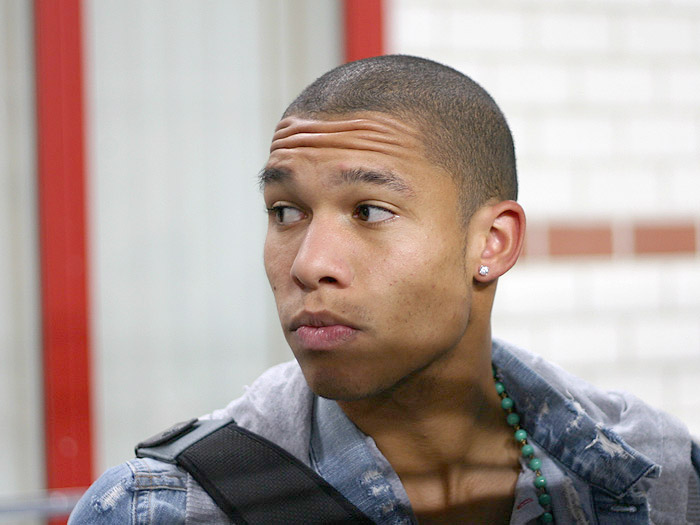
Nigel de Jong (middenvelder)
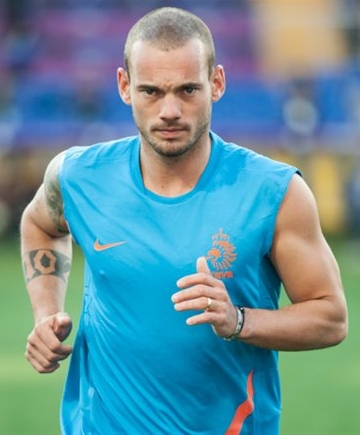
Wesley Sneijder (middenvelder)
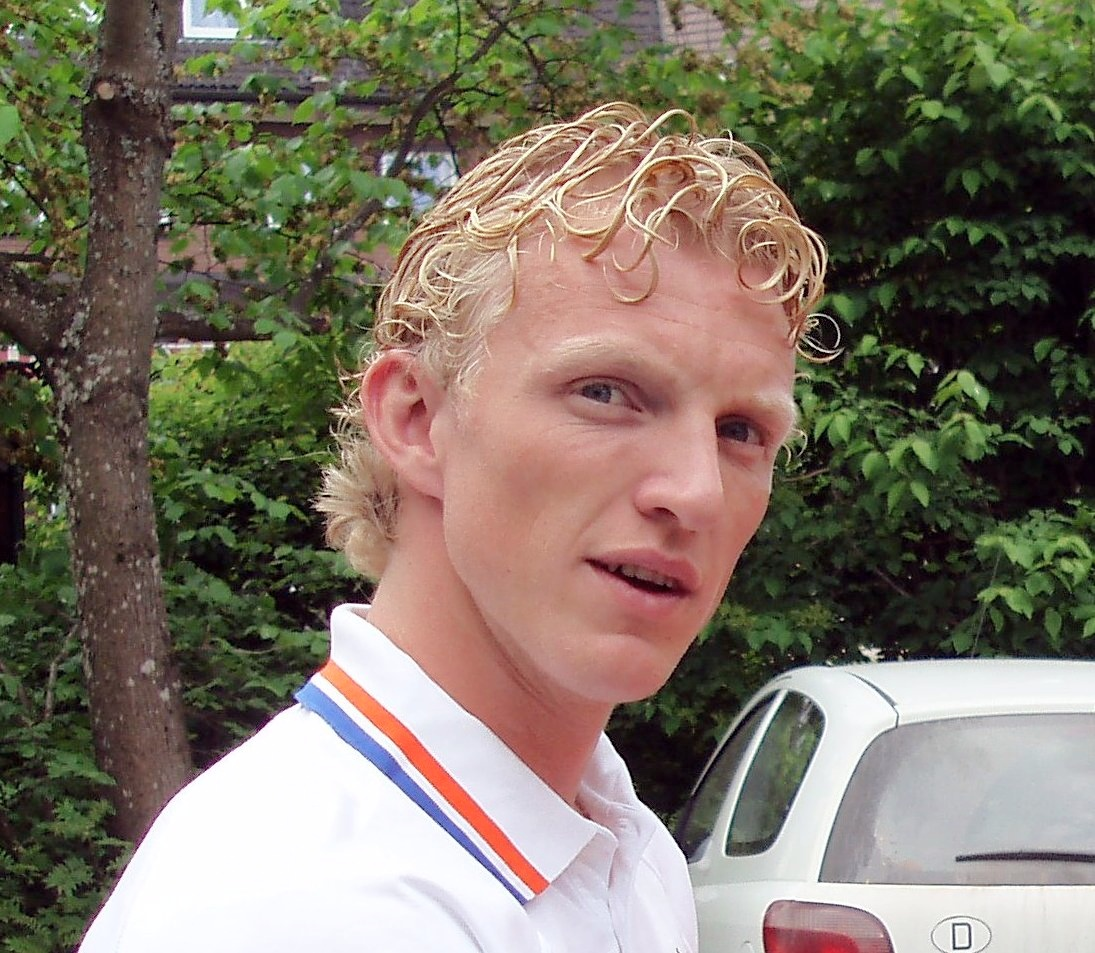
Dirk Kuijt (aanvaller)
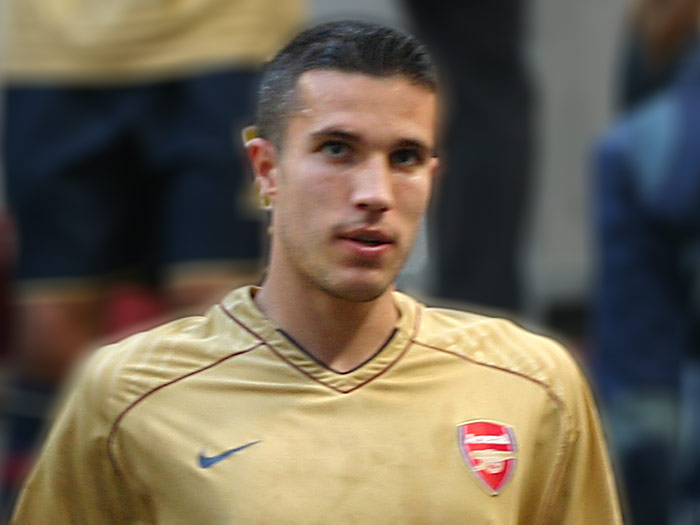
Robin van Persie (aanvaller)
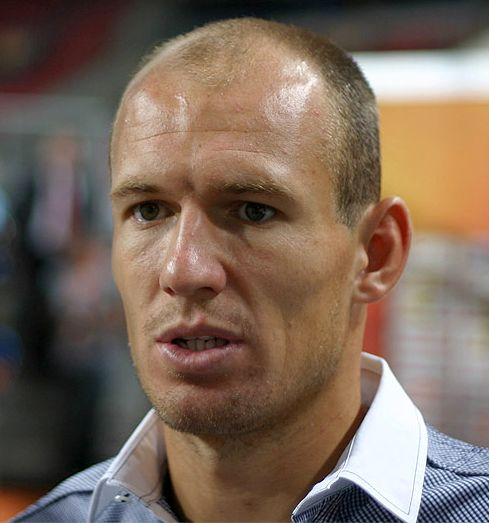
Arjen Robben (aanvaller)

KNVB ·
A-internationals ·
Bondscoaches (m) ·
Topscorers ·
Nederlands vrouwenelftal ·
Bondscoaches (v) ·
Nederland B ·
Olympisch elftal ·
Jong Oranje ·
Nederland –20 ·
Nederland –19 ·
Nederland –18 ·
Nederland –17 ·
Nederland –16 ·
Nederland –15 ·
Nederlands amateurelftal ·
Nederlands zaterdagelftal ·
Jong OranjeLeeuwinnen ·
Vrouwen –20 ·
Vrouwen –19 ·
Vrouwen –18 ·
Vrouwen –17 ·
Vrouwen –16 ·
Vrouwen –15 ·
Militair mannenelftal ·
Militair vrouwenelftal ·
Strandteam ·
Vrouwen Strandteam ·
Futsalteam ·
Vrouwen Futsalteam

EK-wedstrijden ·
WK-wedstrijden ·
Resultaten kwalificaties en eindronden ·
Nederland B-wedstrijden ·
Officieuze wedstrijden ·
EK-wedstrijden vrouwen ·
WK-wedstrijden vrouwen ·
Resultaten vrouwen kwalificaties en eindronden
1905 – 1919 ·
1920 – 1929 ·
1930 – 1939 ·
1940 – 1949 ·
1950 – 1959 ·
1960 – 1969 ·
1970 – 1979 ·
1980 – 1989 ·
1990 – 1999 ·
2000 – 2009 ·
2010 – 2019 ·
2020 – 2029
2015 ·
2016 ·
2017 ·
2018 ·
2019 ·
2020 ·
2021 · 
2022
EK's: 1976 · 
1980 · 
1988 · 
1992 · 
1996 · 
2000 · 
2004 · 
2008 · 
2012 · 
2020 · 
2024
WK's: 1934 · 
1938 · 
1974 · 
1978 · 
1990 · 
1994 · 
1998 · 
2006 · 
2010 · 
2014 · 
2022
OS: 1908 ·
1912 ·
1920 ·
1924 ·
1928 ·
1948 ·
1952 ·
2008
Albanië ·
Andorra ·
Argentinië ·
Armenië ·
Australië ·
België ·
Bosnië en Herzegovina ·
Brazilië ·
Bulgarije ·
Canada ·
Chili ·
China ·
Colombia ·
Costa Rica ·
Curaçao ·
Cyprus ·
DDR ·
Denemarken ·
Duitsland ·
Ecuador ·
Egypte ·
Engeland ·
Estland ·
Faeröer ·
Finland ·
Frankrijk ·
GOS · 
Georgië ·
Ghana ·
Gibraltar ·
Griekenland ·
Hongarije ·
Ierland ·
IJsland ·
Indonesië ·
Iran ·
Israël ·
Italië ·
Ivoorkust ·
Japan ·
Joegoslavië ·
Kameroen ·
Kazachstan ·
Kroatië ·
Letland ·
Liechtenstein ·
Luxemburg ·
Malta ·
Marokko ·
Mexico ·
Moldavië ·
Montenegro ·
Nederlandse Antillen ·
Nigeria ·
Noord-Ierland ·
Noord-Macedonië ·
Noorwegen ·
Oekraïne ·
Oostenrijk ·
Paraguay ·
Peru ·
Polen ·
Portugal ·
Qatar ·
Roemenië ·
Rusland ·
Saarland ·
San Marino ·
Saoedi-Arabië ·
Schotland ·
Senegal ·
Servië en Montenegro ·
Slovenië ·
Slowakije ·
Sovjet-Unie ·
Spanje ·
Suriname ·
Thailand ·
Tsjechië ·
Tsjecho-Slowakije ·
Tunesië ·
Turkije ·
Uruguay ·
Verenigd Koninkrijk ·
Verenigde Staten ·
Wales ·
Wit-Rusland ·
Zuid-Afrika ·
Zuid-Korea ·
Zweden ·
Zwitserland
Argentinië (1978) ·
Argentinië (2006) ·
Argentinië (2014) ·
Argentinië (2022) ·
Australië (2014) ·
Brazilië (2014) ·
Chili (2014) · 
Costa Rica (2014) ·
Denemarken (2010) ·
Denemarken (2012) ·
Duitsland (2012) · 
Ecuador (2022) · 
Frankrijk (2008) ·
Italië (2008) ·
Ivoorkust (2006) ·
Japan (2010) ·
Kameroen (2010) ·
Mexico (2014) · 
Noord-Macedonië (2021) · 
Oekraïne (2021) · 
Oostenrijk (2021) · 
Portugal (2006) ·
Portugal (2012) ·
Portugal (2019) ·
Qatar (2022) ·
Roemenië (2008) ·
Rusland (2008) ·
San Marino (2011) ·
Senegal (2022) ·
Servië en Montenegro (2006) ·
Sovjet-Unie (1988) ·
Spanje (2010) ·
Spanje (2014) ·
Tsjechië (2021) · 
Uruguay (2010) ·
Verenigde Staten (2022) · 
West-Duitsland (1974)